# 碧山寺
碧山寺（へきざんじ）は、中華人民共和国山西省忻州市五台県五台山にある仏教寺院。

## 歴史
碧山寺は北魏の孝文帝の太和年間（477年 - 499年）に建立された。当時は北山寺と称した。明の英宗の時期、「普済寺」と改称。清の乾隆年間、碧山寺に正式に改名した。宣統年間、またの名は広済茅棚という。
1983年、中華人民共和国国務院は仏寺を漢族地区仏教全国重点寺院に認定した。

## 伽藍
牌坊、照壁、天王殿、雷音宝殿、戒壇殿、毗盧殿、蔵経殿

## 文学
『清涼山志』の詩に曰く：落日碧山寺、蕭然古澗辺。白雲生翠崦、明月下寒泉。